# 롬자현

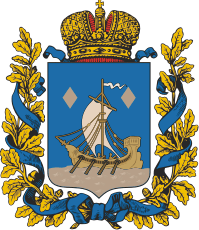
롬자현의 문장

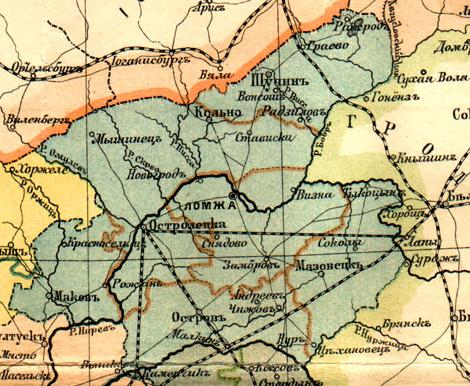
롬자현의 지도

롬자현(폴란드어: Gubernia łomżyńska, 러시아어: Ломжинская губерния)은 1867년부터 1917년까지 존재했던 러시아 제국 내 폴란드 입헌왕국의 현으로 현도는 웜자이며 면적은 9,845km2, 인구는 579,592명(1897년 당시 기준)이다. 1867년 아우구스투프현, 프워츠크현의 일부를 합병하여 신설되었다.